# ヘルムート・ヴァルター
ヘルムート・ヴァルター（Hellmuth Walter、1900年8月26日 – 1980年12月16日）は、ドイツの技術者で、ロケットエンジンとガスタービンの先駆者である。
彼の最も特筆すべき業績は第二次世界大戦中メッサーシュミット Me163コメートと迎撃機バッヘム Ba 349ナッターのエンジン開発や、ドイツ空軍の多くの飛行機に使われたJATO（離陸補助用ジェットエンジン）の開発、そして潜水艦用の革新的な推進装置であるAIPを開発した事である。

## 戦前
ハンブルク近郊のヴェーデル（de:Wedel）で生まれる。1917年にハンブルクで機械工としての訓練を受け始め、1921年からはハンブルク工科大学で機械工学の学習を始めた。修了しないままにフルカン・シュテッティン社（大手の造船会社）に就職。
過酸化水素を触媒で分解する事により蒸気と酸素を得るアイディアを考案した。彼は1925年にヴァルター機関の特許を取得した。

## ロケットエンジン
潜水艦用のエンジンを開発していた頃、これをロケットに応用する事を考えた。高圧の混合気はタービンを回すだけではなく、ノズルから噴出させる事により直に推進力を得る事も可能である。ヴェルナー・フォン・ブラウンのロケット開発チームが興味を示した。1936年、ペーネミュンデ陸軍兵器実験場にて航空機に搭載する実験が始まった。実験結果に興味を示した航空機製造会社にはハインケル、メッサーシュミットが含まれていた。1939年、ハインケル He176が初の液体燃料ロケットで飛行する航空機となった。この形式のエンジンはアレクサンダー・リピッシュによる革命的な機体のメッサーシュミットMe163にも搭載された。日本でも秋水等に使用された。(→HWK 109-509) 
ヴァルターの別のジェットエンジンは同様にJATOにも使用された。パラシュートで回収して再利用するようになっていた。
1945年、ヴァルターは戦時の功績により鉄十字勲章を授与された。

## 戦後
第二次世界大戦後、彼と同僚たちはイギリスに連行され、イギリス海軍のために働くこととなった。彼らは潜水艦メテオライトの再就役作業などに当たった。
1948年にドイツへの帰国を許された。1950年にはアメリカ合衆国に移住した。ニュージャージー州ハリソンのワーシントン生化学会社に雇われ、最終的には研究部門の副社長となった。1956年にはドイツのキールでヘルムート・ヴァルター株式会社を創立。1967年にはヴァルター機関を搭載の民間潜水艇STINTを製造した。

## 主要参考資料
- Karl G. Strecker: "Vom Walter-U-Boot zum Waffelautomaten", Köster Berlin 2001, ISBN 3-89574-438-7